# Trachea euryscia
Trachea euryscia là một loài bướm đêm trong họ Noctuidae.